# Arsinoitherium
 Arsinoitherium  ist eine ausgestorbene Gattung afrikanischer Säugetiere (Afrotheria). Sie wird zur Ordnung der Embrithopoda gestellt, die vom Paläozän bis zum Oligozän in Afrika, auf der Arabischen Halbinsel sowie im westlichen Eurasien vorkam und die eine wenig bekannte, den Seekühen und Elefanten nahestehende Verwandtschaftsgruppe bildet. Arsinoitherium stellt dabei ein nashorngroßes Tier dar, das durch zwei Paar Hörner aus Knochensubstanz auf dem Schädel charakterisiert war, von denen das vordere extrem große Ausmaße erreichte und deren Funktion bis heute nicht eindeutig geklärt ist. Weiterhin typisch waren sehr hohe Backenzähne und ein vollständiges Gebiss ohne Unterbrechung in der Zahnreihe. Der eher schwach entwickelte Beckenbereich gibt an, dass die Tiere wahrscheinlich an den Rändern von Sümpfen und Seen lebten und sich pflanzlich ernährten. Insgesamt repräsentiert Arsinoitherium den am besten untersuchten Vertreter der Embrithopoda, umfangreiches Fundmaterial stammt weitgehend aus dem Fayyum in Ägypten und datiert in das Obere Eozän und Untere Oligozän vor rund 40 bis 30 Millionen Jahren. Weitere Fossilreste sind aber aus großen Teilen Afrikas belegt.

## Beschreibung

### Habitus
Arsinoitherium stellte ein großes Säugetier dar und hatte einen nashornähnlichen Habitus: Es besaß einen massigen, walzenförmigen Körper mit kurzem Hals und wies kräftige, kurze und säulenartig gestaltete Beine mit jeweils fünf kurzen Zehen (pentadactyl) auf. Die Schulterhöhe betrug etwa 1,8 m bei einer Kopf-Rumpf-Länge von mehr als 3,4 m. Das Lebendgewicht wird auf 1,5 bis 1,9 t für kleinere Formen und bis zu 2,4 t für größere Formen geschätzt. Andere Autoren gehen von bis zu 4 t aus.

### Schädel- und Gebissmerkmale

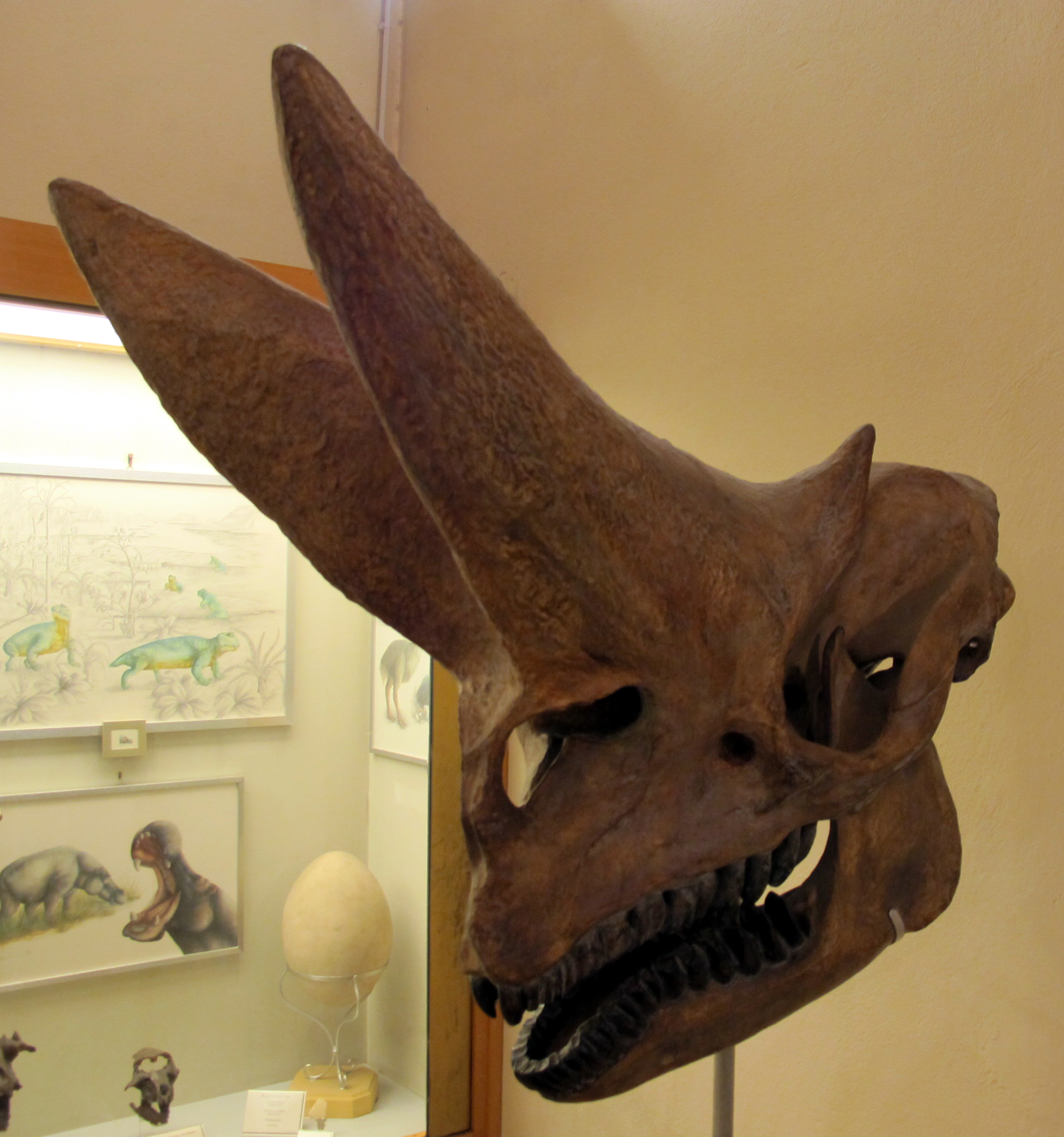
Schädel von Arsinoitherium

Der massive Schädel erreichte 74 bis 77 cm Länge, gemessen bis zur Spitze der Hörner bis zu 109 cm. Die Jochbeine waren allerdings nicht sehr ausladend und standen rund 32 bis 33 cm auseinander. Ebenfalls sehr kräftig war das Hinterhauptsbein mit zwei weit auseinander stehenden und stark herausragenden Gelenkflächen als Ansatz der Halswirbelsäule. Die Scheitelbeine waren eher kurz und deutlich im Längsprofil gesattelt gestaltet. An diesen setzte das Stirnbein an, welches die Basis der Hörner bildete. Die Orbita lag relativ weit hinten im Schädel, hinter dem letzten Backenzahn. Der vordere Teil des Rostrums war eher kurz und niedrig gestaltet, an der Basis der vorderen Hörner setzte ein kleiner, bogenförmig gestalteter Rest des Nasenbeins an, der bei älteren Tieren mit dem Mittelkieferknochen verwachsen war und der die beiden großen Nasenöffnungen an der Vorderseite des großen Hornpaares trennte. Der Mittelkieferknochen war deutlich nach hinten verlängert und berührte das Stirnbein, ein Merkmal, das auch bei den Rüsseltieren und Seekühen auftritt. Aufgrund der extrem hohen Backenzähne ragte der Oberkiefer weit nach oben.
Der zwischen 53 und 73 cm lange Unterkiefer war in Bezug auf die massige Bezahnung eher schlank mit einem niedrigen, am hinteren Backenzahn etwa 11 cm hohen Knochenkörper. Er besaß jedoch kräftige und hochragende Gelenkenden, der Kronenfortsatz erhob sich bis 44 cm über der Unterkieferbasis. Die Symphyse reichte bis zum vordersten Molaren und war dadurch sehr kräftig. Das Gebiss bestand aus dem vollständigen Gebiss der frühen Säuger und wies dadurch folgende Zahnformel auf: {\displaystyle {\frac {3.1.4.3}{3.1.4.3}}} Generell war die gesamte Zahnreihe geschlossen und kein Diastema ausgebildet. Die Schneidezähne wiesen eine nagelartige Form auf und waren eher klein. Eine Ausnahme bildet hier das jeweils innere Paar, das mitunter leicht vergrößert war, ein Merkmal, das bereits bei den frühesten Vertretern der Embrithopoda ausgeprägt ist. Der Eckzahn ähnelte den Schneidezähnen, was als incisiform bezeichnet wird. Die Prämolaren waren einfach gebaut sowie schmal und kaum molarisiert, unterschieden sich also deutlich von den hinteren Backenzähnen. Diese besaßen auf der Kaufläche zwei deutlich quergestellte, hochragende Zahnschmelzleisten (bilophodont) und waren sehr groß. So konnten die hinteren Molaren 8 bis 9 cm lang werden. Insgesamt bemerkenswert bei den Backenzähnen war ihre ausgeprägte Hochkronigkeit (hypsodont). Die Prämolaren erreichten bis zu 7 cm Höhe, der hinterste und massivste Molar konnte dagegen bis zu 13 cm hoch werden. Die gesamte Zahnreihe vom zweiten Prämolar bis zum letzten Molar wies eine Länge bis zu 28 cm auf.

### Hörner
Die Hörner waren das äußerlich auffallendste Merkmal von Arsinoitherium, von denen es zwei Paare besaß. Diese bestanden im Gegensatz zu ähnlichen Bildungen modernerer Säugetiere nicht aus Keratin oder Hornsubstanz, sondern stellten knöcherne Bildungen dar. Das vorderste und größte Paar dominierte den Gesichtsbereich und wurde vollständig aus dem Nasenbein gebildet. Die einzelnen Hörner konnten bis zu 60 cm lang werden, bei großen Individuen befanden sich die Hornspitzen bis zu 72 cm über der Schnauze. Von der Basis, die für jedes Horn bis zu 22 cm in der Längsrichtung und bis zu 15 cm in der Breite maß, ragten sie schräg nach vorn aufwärts, die Spitzen standen dabei bis zu 37 cm weit auseinander. Die Hörner wiesen meist einen eher dreieckigen Querschnitt auf, mit der Spitze nach vorn weisend. Sie waren evolutiv durch das Auseinanderklaffen der oberen und unteren knöchernen Wände des Nasenbeins entstanden und dadurch von zahlreichen Hohlräumen durchzogen. Da diese kontinuierlich in die Nasennebenhöhlen und in die Stirnhöhlen übergingen, können die Hörner als prinzipiell hohl angesehen werden. Im Innern befand sich zwar ein System aus stützenden Streben, doch erreichte die äußere Hornwand an einzelnen Stellen nur maximal 5 mm Dicke. An der Basis dieses mächtigen Hornpaares, noch auf dem Stirnbein und dicht über der Orbita, saß das wesentlich kleinere hintere Hornpaar, das vollständig aus diesem Schädelknochen gebildet wurde.

### Merkmale des Körperskelettes
Das postcraniale Skelett ist durch zahlreiches Fundmaterial bekannt, die Wirbelsäule ist aber nicht vollständig überliefert. Anders als bei ähnlich großen Säugetieren war das Schulterblatt nicht verlängert, sondern markant verbreitert und kurz. Besonders massiv war der Oberarmknochen, der bis zu 61 cm lang wurde und vorn und hinten stark verschmälert war. Er wies am Schaft eine markante Knochenerhebung auf, der als Ansatz des Musculus deltoideus diente. Die Ulna, die gut 50 cm Länge erreichte, war nicht mit dem eher flachen und kurzen Radius verbunden. Größter Langknochen war der Oberschenkelknochen mit über 80 cm Länge, er übertraf dabei deutlich das Schienbein, welches nur halb so lang war. Allerdings saß der Kopf des Femurs markant nahe am Schaft, während dieser vorne und hinten charakteristisch verschmälert war. Sowohl Vorder- als auch Hinterfüße wiesen fünf Strahlen (pentadactyl) auf und waren ähnlich geformt wie bei den heutigen Elefanten, allerdings ist es wahrscheinlich, dass Arsinoitherium eine deutlicher plantigrade Fortbewegung ausübte (Sohlengänger) und die Zehen stärker gespreizt waren. Zusätzlich ausgebildete Gelenkflächen im Hand- und Fußwurzelbereich ermöglichten zudem eine sehr hohe Flexibilität sowohl der Vorder- als auch Hinterfüße. Analog zu den Elefanten waren die Handwurzel- und Fußwurzelknochen seriell angeordnet, das heißt, die einzelnen Knochenelemente einer Reihe lagen direkt hintereinander und überschnitten sich nicht wechselseitig wie es bei zahlreichen anderen Huftieren der Fall ist.

## Fundorte

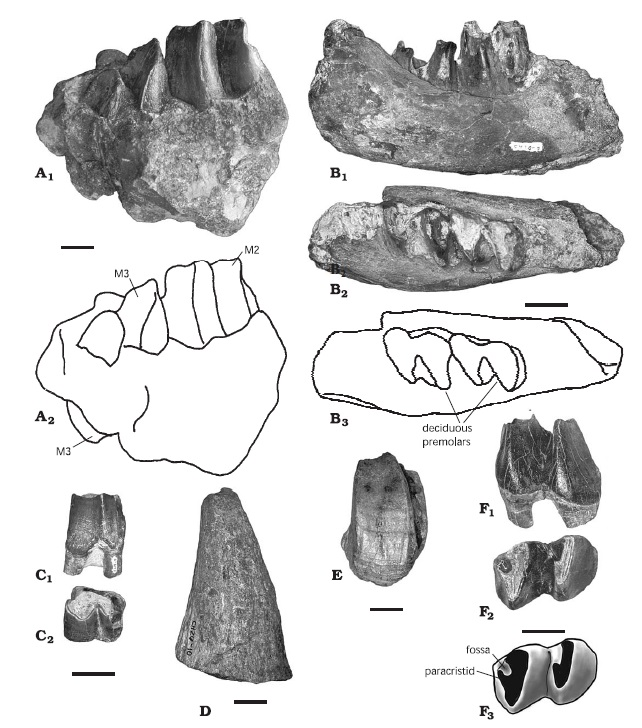
Schädel-, Zahn- und Hornfragmente von Arsinoitherium aus Chilga in Äthiopien; sie werden als rund 30 % größer als vergleichbare Funde aus dem Fayyum in Ägypten beschrieben und bilden den Bestand der möglichen Art Arsinoitherium giganteum

Funde von Arsinoitherium stammen sowohl aus Afrika als auch von der Arabischen Halbinsel, die während des Eozäns und des Oligozäns miteinander verbunden waren. Die bedeutendsten Reste, die auch zur Erstbeschreibung der Gattung dienten, wurden dabei im Fayyum in Ägypten gefunden. Dieses liegt auf der westlichen Seite des Nils rund 80 km südlich von Kairo. Die Funde entstammen der Gebel-Qatrani-Formation, einer geologischen Gesteinseinheit von fast 350 m Mächtigkeit, bestehend aus Sand-, Schluff- und Tonsteinen sowie Konglomeraten mit einem Alter von rund 31 Millionen Jahren. Hier wurden seit 1901 zahlreiche Funde gemacht, allein während der Fayum expedition of the American Museum im Jahr 1907 unter Leitung von Henry Fairfield Osborn konnten sechs vollständige Schädel von Arsinoitherium entdeckt werden, wobei einer davon, der größte, während des Transportes zerstört wurde. Bereits im Jahr zuvor fanden die beiden Forscher Eberhard Fraas aus Deutschland und Richard Markgraf aus Österreich zahlreiche gut erhaltene Arsinoitherium-Fossilien im Fayyum. Insgesamt sind heute aus dem Fayyum Reste von mindestens 47 Individuen bekannt, von denen mehr als die Hälfte zu nicht ausgewachsenen, also juvenilen Tieren gehören. Warum so viele Jungtiere von Arsinoitherium hier vorkommen, ist nicht geklärt. Weitere Knochen- und Zahnreste kamen in Chilga in Äthiopien zu Tage, die vor allem Zähne, aber auch die knöchernen Reste der Hörner umfassen und welche zwischen 27 und 28 Millionen Jahre alt sind. Vor allem einzelne Zähne sind aus Dor el Talha in Libyen und Malembe in Angola bekannt. Zu den nördlichsten Funden in Afrika zählen jene aus Bir Om Ali im Djebel Chambi im zentralen Tunesien, die in einer Lage aus Schluffen und Tonen des Oberen Eozäns lagen. Diese werden durch Zahnreste (unter anderem ein Eckzahn) und postcraniale Skelettelemente wie Wirbel, Fußknochen und Teile des Beckens repräsentiert. Ein Oberkieferfragment mit anhaftendem Backenzahn stellt den bisher jüngsten Fund des afrikanischen Kontinents dar. Er stammt aus Lothidok im nordwestlichen Kenia und ist zwischen 27 und 24 Millionen Jahre alt. Reste des Bewegungsapparates konnten weiterhin in der Aydim-Formation im Südwesten von Oman nachgewiesen werden. Die Zuweisung ist etwas fraglich. Aus der Region sind aber eindeutige Zähne der Gattung belegt, so etwa von den bedeutenden Fossilfundstellen Taqah und Thaytiniti sowie von der Typusfundstelle von Omanitherium. Weitere Funde von der Arabischen Halbinsel stammen von Shumaysi im Westen von Saudi-Arabien.

## Paläobiologie

### Lebensweise

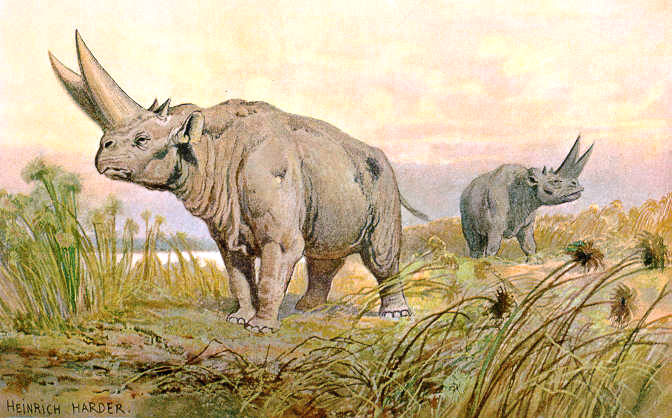
Lebensbild von Arsinoitherium zitteli

Arsinoitherium war ein massiv gebauter Pflanzenfresser, sein gesamter Bewegungsapparat zeigte Anpassungen auf eine schwerfällige Gangart. Hierzu gehören vor allem der gegenüber dem Schienbein stark verlängerte Oberschenkelknochen mit einer daraus resultierenden, tiefen Lage des Kniegelenks und die Ausbildung flacher, horizontal gerichteter Vorder- und Hinterfüße. Demgegenüber steht eine am Becken nur schwach ausgebildete, kurze Symphyse, die relativ wenig Ansatzflächen für eine gut gestaltete Beinmuskulatur bot. Auch waren die Kreuzbeinwirbel im Gegensatz zu zahlreichen anderen Säugetieren nicht verwachsen. Diese deutlich schwach erscheinende Beckenregion mit gering ausgebildeter Hinterbeinmuskulatur wird teilweise mit einer Anpassung an eine semi-aquatische Lebensweise erklärt, ähnlich den heutigen Flusspferden, die zur Rückbildung dieses gesamten Muskelbereiches führte. Ähnliches lassen auch die dagegen sehr beweglichen Vorderbeine annehmen, die durch die zusätzlich besondere Gestaltung des Schulterblattes eine mobile Auf- und Abwärtsbewegung des vorderen Körperbereiches erlaubten und durch die ausgeprägte Flexionsmöglichkeit zwischen Ober- und Unterarm einen kräftigen Vorwärtsschub im wässrigen Milieu garantierten. Ebenso zeigen die vorderen Halswirbel und deren Muskelmarken, die jenen der Elefanten gleichen, dass der Kopf nur bedingt und überwiegend in seitliche Richtungen beweglich war und meist hoch getragen wurde. Aufgrund dieser Merkmale zufolge wird ein Leben in tropischen Wäldern am Rand von Sümpfen und Seen mit meist weichem Untergrund als wahrscheinlich angenommen, eine Landschaft, wie sie für die Fundstellen des Fayyum anhand der Begleitfunde auch rekonstruiert wird. Anhand von Isotopenuntersuchungen an den Backenzähnen konnte allerdings eine semi-aquatische Lebensweise bisher nicht eindeutig bestätigt werden. Die δ18O-Werte erwiesen sich zwar als relativ niedrig und ähnelten jenen der heutigen Flusspferde und anderen semiaquatischen Säugetieren, zeigten aber im Vergleich zu weiteren fossilen Säugetieren der gleichen Fundstellen kaum abweichende Daten, so dass eine amphibische von einer rein terrestrischen Lebensweise nicht abgetrennt werden konnte. Zudem lassen ebenfalls vorgenommene Isotopenuntersuchungen am Kohlenstoff der Backenzähne ein Leben in teilweise offenen oder nicht vollständig geschlossenen Landschaften annehmen. Deshalb gehen einige Forscher davon aus, dass Arsinoitherium an ein vierfüßiges Landleben angepasst, aber kein schneller Läufer war.

### Ernährung

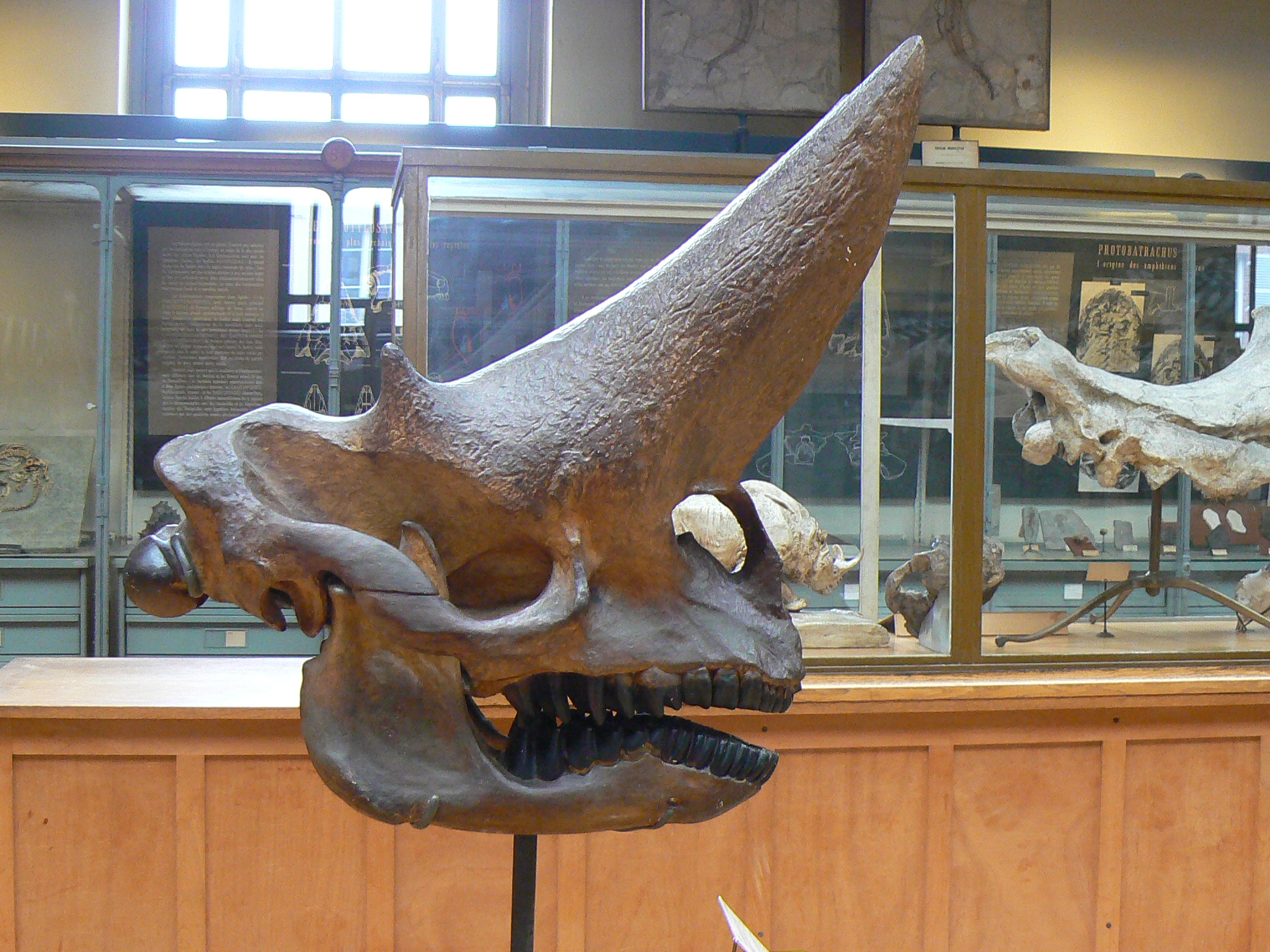
Schädel von Arsinoitherium, deutlich ist die Abkippung der vorderen Zähne des Unterkiefers gegenüber den hinteren erkennbar

Bemerkenswert ist der Bau der Backenzähne, deren hohe Zahnkronen im Vergleich zu heutigen pflanzenfressenden Säugetieren eine Spezialisierung auf harte, kieselsäurereiche Grasnahrung befürworten würden. Untersuchungen des Kauapparates von Arsinoitherium widersprechen aber diesem Ansatz. Die Gestaltung der Kauflächen der Molaren mit zwei deutlich quergestellten und hoch ragenden Zahnschmelzleisten (bilophodont) sowohl bei den Ober- als auch Unterkiefermolaren ließen eine Zerkleinerung derartiger Pflanzen nicht zu, da bei geschlossenem Maul die einzelnen Leisten ineinander verzahnten. Dadurch war nur eine einfache Kaubewegung möglich, wobei die Pflanzennahrung lediglich zerquetscht wurde; eine derartige Zahngestaltung ist typisch für Pflanzenfresser mit Spezialisierung auf weiche Blatt- oder Früchtenahrung (browsing). Die Prämolaren dagegen konnten aufgrund ihres einfacheren Baus der Kaufläche mit einer einzelnen, längsgestellten Schmelzleiste Nahrung besser und in umfangreicherer Weise zerkleinern, was nicht nur durch Quetschen, sondern auch durch Mahlen erreicht wurde. Um diesen komplexeren Kauvorgang zu ermöglichen, war am Unterkiefergelenk eine zweite Gelenkfläche ausgebildet. Zudem standen die Prämolaren im Unterkiefer in Seitenansicht nicht in gerade Linie zu den hinteren Backenzähnen, sondern kippten in einem leichten Winkel nach vorn ab, so dass eine Schließung der oberen und unteren Zahnleisten unter normalen Bedingungen nicht möglich war. Erst eine Verlagerung des Unterkiefers auf die zweite Gelenkfläche ermöglichte eine vollständige Schließung des vorderen Backenzahngebisses. Es wird daher angenommen, dass Arsinoitherium ein hochspezialisierter, weiche Pflanzenkost bevorzugender Pflanzenfresser war. Die für diese Nahrungsgrundlage extrem hochkronigen Backenzähne stellen weiterhin ein einzigartiges modernes Merkmal (Autapomorphie) der Embrithopoda innerhalb der Säugetiere dar, die ähnlich noch bei den ebenfalls ausgestorbenen Riesenfaultieren bekannt ist. Ansonsten entwickelten sich hochkronige Zähne weitgehend nur bei grasfressenden Pflanzenfressern. Die vergleichsweise weit nach hinten versetzten Nasenöffnungen an den vorderen Hörnern lassen eine stark bewegliche Oberlippe annehmen, deren Muskeln zusätzlich an einigen charakteristischen Öffnungen im Schnauzenbereich ansetzten. Eine derartige Oberlippe ist typisch für viele heutige, auf Blattnahrung spezialisierte Pflanzenfresser.

### Funktion der Hörner
Die Außenfläche der knöchernen Hörner ist von zahlreichen Blutkanälchen durchzogen, was auf einen Überzug mit Haut oder Keratin schließen lässt. Teilweise wurde angenommen, dass vor allem die mächtigen vorderen Hörner ähnlich wie die Knochenkämme der Hadrosaurier als Resonanzorgan dienten. Die Funktion der Hörner ist aber bislang ungeklärt. Allerdings lässt sich anhand dieser Knochenbildungen ein Geschlechtsdimorphismus feststellen, der längere Hörner mit spitzen Enden bei männlichen und kürzere mit eher gerundeten Abschlüssen bei weiblichen Tieren umfasst. Möglicherweise spielten sie dadurch eine Rolle im Paarungswettstreit, wie bei vielen heutigen Säugetieren mit Kopfwaffen, beispielsweise den Nashörnern oder Hirschen.

### Sinnesleistung
Die Hörschnecke von Arsinoitherium ähnelte in ihrem Aufbau der der heutigen Elefanten, etwa durch die zwei vollständigen Windungen, die zusammen einen Wert von 720° ergeben. Im Basisbereich fehlen Hinweise auf eine Lamina spiralis secundaria, die für die Wahrnehmung bestimmter Frequenzen verantwortlich ist. Dadurch kann angenommen werden, dass die Basilarmembran sehr ausgedehnt war, was wiederum ein Hinweis auf eine Empfindlichkeit für Töne im niedrigen Frequenzbereich ist. Vergleichende Untersuchungen mit dem Innenohr der Elefanten ergaben, dass Arsinoitherium möglicherweise noch Schallwellen um 13,4 Hertz wahrnahm, was eine niedrigere Frequenz ist als bei den meisten heutigen Säugetieren. Eventuell verfügten die Tiere über eine vergleichbare Lautperformance wie die heutigen Elefanten, die sowohl mittels Lautgebung als auch über durch Fußtrampeln erzeugte seismische Wellen im Infraschall kommunizieren. Hierbei könnte dann auch das größere Hornpaar bei Arsinoitherium eine Rolle gespielt haben.

## Systematik
Arsinoitherium ist eine Gattung aus der Familie der Arsinoitheriidae. Die Familie wird zur Ordnung der ausgestorbenen Embrithopoda gestellt, einer insgesamt weitgehend unerforschten Gruppe von Säugetieren des Paläogens, deren genauen Verwandtschaftsverhältnisse noch nicht vollständig geklärt sind. Ursprünglich wurden die Embrithopoda in die Nähe der heutigen Schliefer gestellt, nach neuerer Ansicht sind die nächsten lebenden Verwandten die Seekühe und Elefanten, wobei sowohl ein möglicher Platz in der Stammgruppe der Seekühe als auch der Rüsseltiere möglich ist. Alle drei Ordnungen (Proboscidea, Sirenia und Embrithopoda) formen zusammen das Taxon der Tethytheria. Die Embrithopoda sind erstmals im frühen Paläozän vor rund 60 Millionen Jahren im westlichen Asien fossil nachweisbar. Ob dabei die Phenacolophidae mit Phenacolophus und Minchenella die Stammgruppe der Embrithopoda bilden, ist in Diskussion, neuere Untersuchungen zur Feinstruktur des Zahnschmelzes schließen das aber aus. Im ausgehenden Oligozän starben die Embrithopoda wieder aus; insgesamt waren sie aufgrund des paläontologischen Befundes über weite Teile Afrikas und des westlichen Eurasiens verbreitet. Innerhalb der Embrithopoda stellt Arsinoitherium die am besten dokumentierte und aufgrund der extrem hochkronigen Backenzähne und des markanten Körperskeletts die modernste Form dar, bis in die 1970er Jahre galt sie auch als einziger Vertreter. Heute werden die Embrithopoda in drei Familien aufgeteilt, die neben den Arsinoitheriidae noch die Stylolophidae und die Palaeoamasidae einschließen. Letztere beiden sind stammesgeschichtlich ursprüngliche Linien. Die Stylolophidae vertritt das erst 2018 beschriebene Stylolophus. Zu den Palaeoamasidae gehören etwa Palaeoamasia und Hypsamasia an, deren Zähne weniger deutlich hypsodont ausgebildet waren im Vergleich zu den Arsinoitheriidae. Teilweise gilt das erst 2008 entdeckte Namatherium als einer der nächsten Verwandten von Arsinoitherium. Dieses war kleiner als Arsinoitherium und wies nicht ganz so hochkronige Backenzähne auf, es lebte im Mittleren Eozän und wurde in Namibia erstmals nachgewiesen. Die genaue phylogenetische Stellung von Namatherium wird diskutiert, jedoch verweisen einzelne Schädel- und Zahnmerkmale auf eine engere Beziehung beider Gattungen.
Mehrere Arten von Arsinoitherium wurden beschrieben, anerkannt sind heute zwei:
- A. giganteum Sanders, Kappelmann & Rasmussen, 2004
- A. zitteli Beadnell, 1902

Die ursprünglich ebenfalls als eigenständig angesehene Art A. andrewsi wurde 1903 von Ray Lankester eingeführt; sie erwies sich nach einer erneuten Begutachtung des Fundmaterials im Jahr 2004 als großer Vertreter von A. zitteli, mit dem sie nun synonymisiert ist. Eine weitere Studie aus dem Jahr 2008 kommt zu einem ähnlichen Schluss und hält zudem A. giganteum für problematisch, da die Gattung Arsinoitherium zumindest in den Zahnmerkmalen stark variiert. Auch unterlagen die Zahnmerkmale bei Arsinoitherium durch Verschleiß deutlichen Veränderungen, so dass eine exakte Abtrennung verschiedener Arten nur schwer möglich ist. Demnach wäre A. zitteli die einzige anerkannte Art.
Die Gattung und Typusart Arsinoitherium zitteli aus dem Fayyum im nördlichen Ägypten wurde 1902 von Hugh John Llewellyn Beadnell wissenschaftlich beschrieben. Beadnell benannte die Gattung nach der hellenistisch-ägyptischen Königin Arsinoë II., deren Name Pate für die Bezeichnung der Fayyum-Senke in ptolemäischer Zeit stand. Mit dem Artepitheton zitteli ehrte er Karl Alfred von Zittel, der 1873 und 1874 mit der Rohlfs-Expedition die Libysche Wüste bereist und mehrere bedeutende Abhandlungen über die Geologie der Region verfasst hatte. Die Beschreibung der Gattung und Art basierte auf einem Schädel, doch erwähnte Beadnell in seinem kurzen Aufsatz auch die Hintergliedmaßen. In den folgenden Jahren publizierte Beadnells Kollege Charles William Andrews einige weitere kurze Aufsätze über Arsinoitherium, eine umfassendere Bearbeitung der Gattung legte er 1906 im Zuge der Veröffentlichung eines Katalogs über die Fayyum-Fossilien vor. Allerdings blieb Arsinoitherium lange Zeit weitgehend unbekannt, genauere skelettanatomische und funktionsmorphologische Analysen erfolgten erst in den 1990er Jahren.
Arsinoitherium lebte weitgehend während des Oligozäns. Sein Verbreitungsgebiet erstreckte sich vermutlich über den gesamten afrikanischen Kontinent und große Teile der Arabischen Halbinsel. Das Verschwinden der Gattung wird mit der Bildung einer Landbrücke zwischen Afrika und Eurasien vor 24 Millionen Jahren in Verbindung gebracht: Die darüber einwandernden Säuger verdrängten die Gattung zusammen mit anderen Afrotheria.

## Literatur

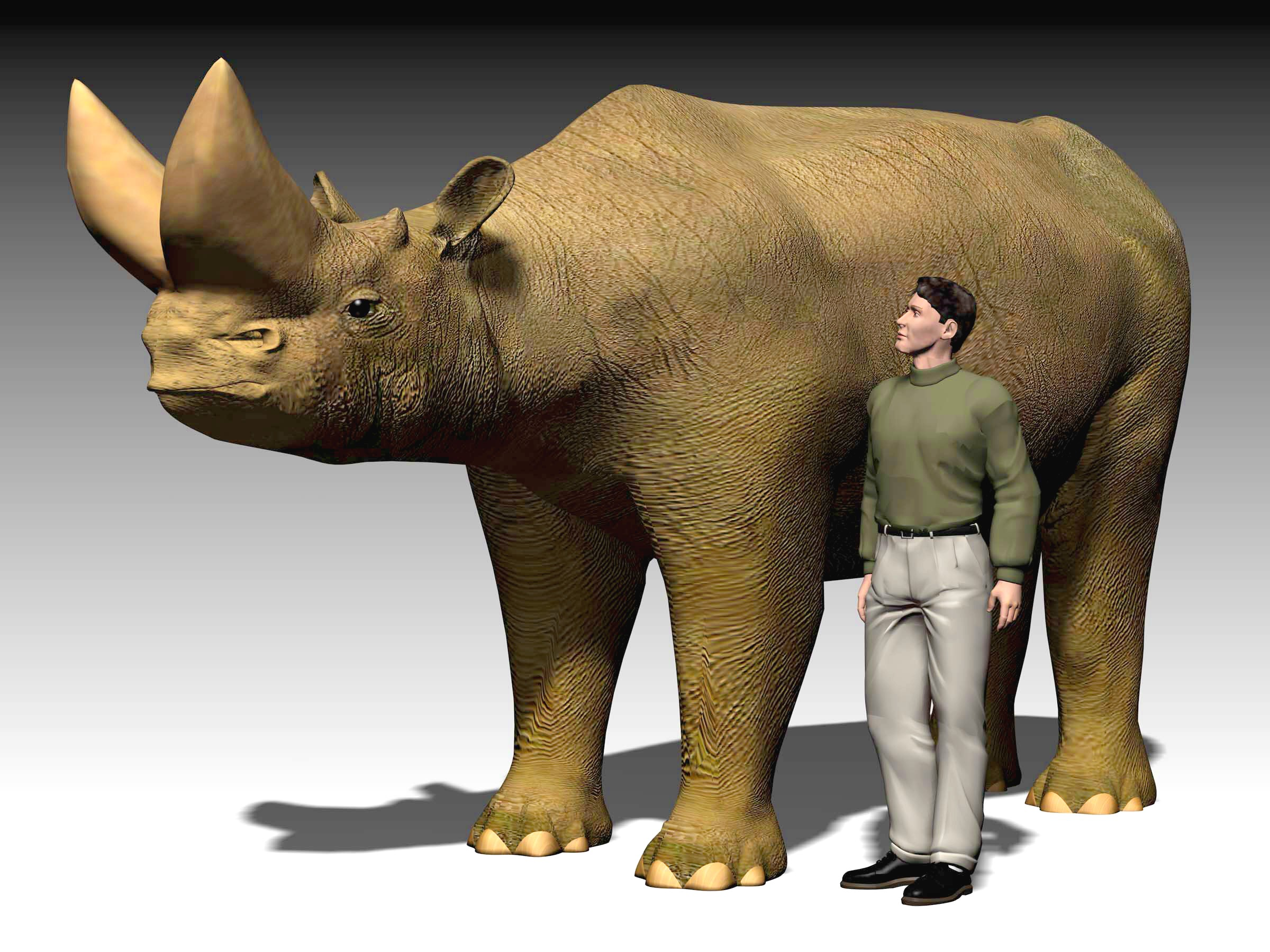
Arsinoitherium giganteum im Vergleich zum Menschen